# ۱۵۶ (قمری)
۱۵۶ (قمری)، صد و پنجاه و ششمین سال در گاهشماری هجری قمری است. اول محرم این سال برابر با ششم دسامبر سال ۷۷۲ میلادی است.